# Andrew Niccol

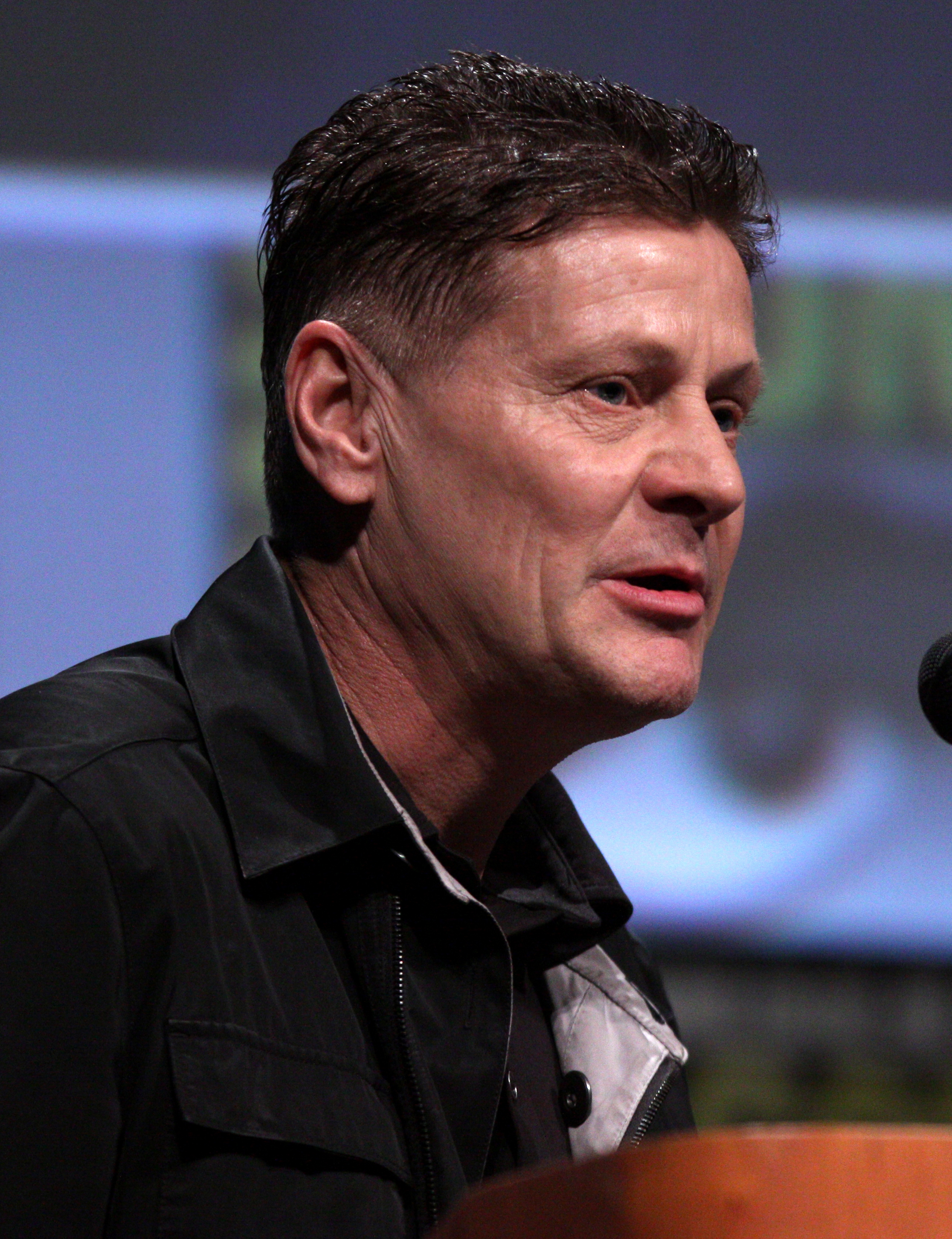
Andrew Niccol

Andrew Niccol (* 10. Juni 1964 in Paraparaumu) ist ein neuseeländischer Drehbuchautor, Regisseur und Produzent. Er erhielt mehrere Auszeichnungen für die Science-Fiction-Dystopie Gattaca (1997) und schrieb das ebenfalls preisgekrönte Drehbuch für den Science-Fiction Film Die Truman Show (1998).

## Leben
Niccol wurde in Paraparaumu, Neuseeland geboren und wuchs in Auckland auf. Im Alter von 21 Jahren verließ er Neuseeland, um in London als Werbefilmer zu arbeiten. Seit den 1990er Jahren arbeitet er auch als Filmregisseur in Hollywood. Bekannt wurde er vor allem durch seine Beiträge zum Science-Fiction-Genre. Seine Filme werfen einen eher pessimistischen Blick auf die Zukunft, wie etwa Gattaca, Die Truman Show und In Time. Für das Drehbuch von Die Truman Show war er sowohl für den Oscar als auch den Golden Globe nominiert, für die Drehbücher zu Gattaca und Truman Show erhielt er die Auszeichnung Screenwriter of the year des London Critics’ Circle.
Niccol ist seit 2002 mit dem Model und der Hauptdarstellerin seines Filmes S1m0ne, Rachel Roberts verheiratet. Das Paar hat zwei Kinder.

## Filmografie
- 1997: Gattaca (Drehbuch, Regie)
- 1998: Die Truman Show (The Truman Show, Drehbuch, Produktion)
- 2002: S1m0ne (Drehbuch, Regie, Produktion)
- 2004: Terminal (Story)
- 2005: Lord of War – Händler des Todes (Lord of War, Drehbuch, Regie, Produktion)
- 2011: In Time – Deine Zeit läuft ab (In Time, Drehbuch, Regie, Produktion)
- 2013: Seelen (The Host, Drehbuch, Regie)
- 2014: Good Kill – Tod aus der Luft (Good Kill, Drehbuch, Regie, Produktion)
- 2018: Anon (Drehbuch, Regie, Produktion)